# Snowboard-Juniorenweltmeisterschaften 2010
Die 14. FIS Snowboard-Juniorenweltmeisterschaften fand vom 20.  bis 31. August 2010 in der Region Otago, Neuseeland statt. Ausgetragen wurden Wettkämpfe im Parallelslalom (PSL), Parallel-Riesenslalom (PGS), Snowboardcross (SBX), Slopestyle (SBS), Halfpipe und Big Air (BA).

## Ergebnisse Frauen

### Parallelslalom
| Platz | Land        | Sportlerin                  | Punkte |
| ----- | ----------- | --------------------------- | ------ |
| 1     | Österreich  | Sabine Schöffmann           | 360,00 |
| 2     | Schweiz     | Julie Zogg                  | 288,00 |
| 3     | Russland    | Jekaterina Chatomtschenkowa | 216,00 |
| 4     | Österreich  | Maria Sitzenfrei            | 180,00 |
| 5     | Schweiz     | Stefanie Müller             | 162,00 |
| 6     | Deutschland | Anna Krogoll                | 144,00 |
| 7     | Japan       | Emi Sato                    | 129,60 |
| 8     | Polen       | Aleksandra Król             | 115,20 |

Datum: 26. August 2010 im Snow Park
11.  Ina Meschik 

12.  Yvonne Schütz 

19.  Selina Kammerer 

30.  Ladina Jenny

### Parallel-Riesenslalom
| Platz | Land       | Sportlerin                  | Punkte |
| ----- | ---------- | --------------------------- | ------ |
| 1     | Ukraine    | Annamari Chundak            | 360,00 |
| 2     | Schweiz    | Julie Zogg                  | 288,00 |
| 3     | Österreich | Ina Meschik                 | 216,00 |
| 4     | Schweiz    | Stefanie Müller             | 180,00 |
| 5     | Österreich | Sabine Schöffmann           | 162,00 |
| 6     | Russland   | Jekaterina Chatomtschenkowa | 144,00 |
| 7     | Schweiz    | Ladina Jenny                | 129,60 |
| 8     | Russland   | Alena Zagorodshih           | 115,20 |

Datum: 27. August 2010 im Snow Park
13.  Yvonne Schütz 

14.  Anna Krogoll 

33.  Selina Kammerer

### Snowboardcross
| Platz | Land               | Sportlerin           | Punkte |
| ----- | ------------------ | -------------------- | ------ |
| 1     | Tschechien         | Eva Samková          | 360,00 |
| 2     | Vereinigte Staaten | Faye Gulini          | 288,00 |
| 3     | Schweiz            | Emilie Aubry         | 216,00 |
| 4     | Kanada             | Ziggy Cowan          | 180,00 |
| 5     | Vereinigte Staaten | Jacqueline Hernandez | 162,00 |
| 6     | Vereinigte Staaten | Celine Valentin      | 144,00 |
| 7     | Vereinigte Staaten | Jenna Feldman        | 129,60 |
| 8     | Kanada             | Jade Critchlow       | 115,20 |

Datum: 22. August 2010 in Cardrona
10.  Miriam Wuffli 

13.  Luca Berg 

17.  Maria Sitzenfrei

### Halfpipe
| Platz | Land               | Sportlerin       | Punkte |
| ----- | ------------------ | ---------------- | ------ |
| 1     | Slowenien          | Cilka Sadar      | 360,00 |
| 2     | Neuseeland         | Rebecca Sinclair | 288,00 |
| 3     | Japan              | Haruna Matsumoto | 216,00 |
| 4     | Japan              | Rana Okada       | 180,00 |
| 5     | Kanada             | Palmer Taylor    | 162,00 |
| 6     | Vereinigte Staaten | Kelly Marren     | 144,00 |
| 7     | Japan              | Rika Hatta       | 129,60 |
| 8     | Japan              | Ryo Nakakita     | 115,20 |

Datum: 25. August 2010 in Cardrona

### Slopestyle
| Platz | Land               | Sportlerin         | Punkte |
| ----- | ------------------ | ------------------ | ------ |
| 1     | Finnland           | Enni Rukajärvi     | 360,00 |
| 2     | Slowenien          | Urška Pribošič     | 288,00 |
| 3     | Kanada             | Samm Denena        | 216,00 |
| 4     | Neuseeland         | Rebecca Torr       | 180,00 |
| 5     | Norwegen           | Kari Opsal Maeland | 162,00 |
| 6     | Vereinigte Staaten | Caty O’Connor      | 144,00 |
| 7     | Neuseeland         | Stefi Luxton       | 129,60 |
| 8     | Slowenien          | Cilka Sadar        | 115,20 |

Datum: 21. August 2010 im Snow Park

### Big Air
| Platz | Land       | Sportlerin      | Punkte |
| ----- | ---------- | --------------- | ------ |
| 1     | Finnland   | Enni Rukajärvi  | 360,00 |
| 2     | Slowenien  | Urška Pribošič  | 288,00 |
| 3     | Slowakei   | Klaudia Medlová | 216,00 |
| 4     | Neuseeland | Stefi Luxton    | 180,00 |
| 5     | Kanada     | Samm Denena     | 162,00 |

Datum: 31. August 2010 im Snow Park

## Ergebnisse Männer

### Parallel-Slalom
| Platz | Land       | Sportler          | Punkte |
| ----- | ---------- | ----------------- | ------ |
| 1     | Russland   | Dmitri Bazanow    | 360,00 |
| 2     | Italien    | Edwin Coratti     | 288,00 |
| 2     | Österreich | Johann Stefaner   | 288,00 |
| 4     | Kanada     | Darren Gardner    | 180,00 |
| 5     | Bulgarien  | Iwan Rantschew    | 162,00 |
| 6     | Russland   | Dmitr Schalmanow  | 144,00 |
| 7     | Russland   | Nikita Kowalenko  | 129,60 |
| 8     | Japan      | Shinnosuke Kamino | 115,20 |

Datum: 26. August 2010 Snow Park
09.  Lukas Mathies 

10.  Stefan Baumeister 

31.  Maximilian Stark

### Parallel-Riesenslalom
| Platz | Land        | Sportler             | Punkte |
| ----- | ----------- | -------------------- | ------ |
| 1     | Italien     | Edwin Coratti        | 360,00 |
| 2     | Russland    | Konstantin Schipilow | 288,00 |
| 3     | Deutschland | Stefan Baumeister    | 216,00 |
| 4     | Österreich  | Johann Stefaner      | 180,00 |
| 5     | Österreich  | Lukas Mathies        | 162,00 |
| 6     | Russland    | Konstantin Kotow     | 144,00 |
| 7     | Südkorea    | Choi Bo-gun          | 129,60 |
| 8     | Russland    | Nikita Kowalenko     | 115,20 |

Datum: 27. August 2010 Snow Park
24.  Maximilian Stark

### Snowboardcross
| Platz | Land               | Sportler           | Punkte |
| ----- | ------------------ | ------------------ | ------ |
| 1     | Russland           | Nikolai Oljunin    | 360,00 |
| 2     | Vereinigte Staaten | Roger Carver       | 288,00 |
| 3     | Vereinigte Staaten | Alex Tuttle        | 216,00 |
| 4     | Norwegen           | Joachim Havikhagen | 180,00 |
| 5     | Österreich         | Michael Hämmerle   | 162,00 |
| 6     | Deutschland        | Maximilian Stark   | 144,00 |
| 7     | Griechenland       | Alexis Tsokos      | 129,60 |
| 8     | Schweiz            | Beat Fischli       | 115,20 |

Datum: 22. August 2010 in Cardrona
09.  Paul Berg (Snowboarder) 

24.  Tim Watter

### Halfpipe
| Platz | Land               | Sportler          | Punkte |
| ----- | ------------------ | ----------------- | ------ |
| 1     | Japan              | Taku Hiraoka      | 400,00 |
| 2     | Australien         | Nathan Johnstone  | 320,00 |
| 3     | Italien            | Manuel Pietropoli | 240,00 |
| 4     | Japan              | Masakaze Yoshida  | 200,00 |
| 5     | Niederlande        | Dimi de Jong      | 180,00 |
| 6     | Vereinigte Staaten | Benjamin Farrow   | 160,00 |
| 7     | Schweiz            | Jan Scherrer      | 144,00 |
| 8     | Vereinigte Staaten | Paul Brichta      | 128,00 |

Datum: 25. August 2010 in Cardrona
12.  Seppe Smits 

14.  Ethan Morgan 

21.  Patrick Burgener 

24.  Aurel Anthamatten 

26.  Clemens Schattschneider 

28.  Rafael Imhof 

40.  Stef van Deursen 

41.  David Djite 

42.  Johannes Höpfl 

52.  Linus Birkendahl 

54.  Bjorn Simons 

55.  Adrian Krainer

### Slopestyle
| Platz | Land        | Sportler        | Punkte |
| ----- | ----------- | --------------- | ------ |
| 1     | Norwegen    | Staale Sandbech | 360,00 |
| 2     | Finnland    | Ville Paumola   | 288,00 |
| 3     | Belgien     | Seppe Smits     | 216,00 |
| 4     | Niederlande | Dimi de Jong    | 180,00 |
| 5     | Neuseeland  | Benjamin Comber | 162,00 |
| 6     | Russland    | Alexei Sobolew  | 144,00 |
| 7     | Kanada      | Julien Beaulieu | 129,60 |
| 8     | Norwegen    | Gjermund Bråten | 115,20 |

Datum: 21. August 2010 in Cardrona
| 13. Ethan Morgan 14. Max Buri 25. Adrian Krainer 30. Markus Mathis 35. Clemens Schattschneider 36. Bjorn Simons 38. Aurel Anthamatten 39. Stef van Deursen 41. Linus Birkendahl 44. Patrick Burgener | 51. Anthony Smits 52. Johannes Höpfl 55. Luis Eckert |

### Big Air
| Platz | Land        | Sportler          | Punkte |
| ----- | ----------- | ----------------- | ------ |
| 1     | Finnland    | Petja Piiroinen   | 360,00 |
| 2     | Belgien     | Seppe Smits       | 288,00 |
| 3     | Finnland    | Ville Paumola     | 216,00 |
| 4     | Niederlande | Dimi de Jong      | 180,00 |
| 5     | Finnland    | Saku Tiilikainen  | 162,00 |
| 6     | Russland    | Dmitri Mindrul    | 144,00 |
| 7     | Russland    | Alexei Sobolew    | 129,60 |
| 8     | Niederlande | Rocco van Straten | 115,20 |

Datum: 31. August 2010 in Cardrona
11.  Jan Scherrer 

12.  Patrick Burgener 

16.  Bjorn Simons 

17.  Adrian Krainer 

19.  Ethan Morgan 

21.  Max Buri 

22.  Clemens Schattschneider 

23.  Anthony Smits

## Medaillenspiegel
| Platz | Land               | Gold | Silber | Bronze | Gesamt |
| ----- | ------------------ | ---- | ------ | ------ | ------ |
| 1     | Finnland           | 3    | 1      | 1      | 5      |
| 2     | Russland           | 2    | 1      | 1      | 4      |
| 3     | Slowenien          | 1    | 2      | -      | 3      |
| 4     | Italien            | 1    | 1      | 1      | 3      |
| 5     | Österreich         | 1    | -      | 2      | 3      |
| 6     | Japan              | 1    | -      | 1      | 2      |
| 7     | Tschechien         | 1    | -      | -      | 1      |
| 7     | Norwegen           | 1    | -      | -      | 1      |
| 7     | Ukraine            | 1    | -      | -      | 1      |
| 10    | Schweiz            | -    | 2      | 1      | 3      |
| 10    | Vereinigte Staaten | -    | 2      | 1      | 3      |
| 12    | Belgien            | -    | 1      | 1      | 2      |
| 13    | Australien         | -    | 1      | -      | 1      |
| 13    | Neuseeland         | -    | 1      | -      | 1      |
| 15    | Deutschland        | -    | -      | 1      | 1      |
| 15    | Slowakei           | -    | -      | 1      | 1      |
| 15    | Kanada             | -    | -      | 1      | 1      |
|       | Gesamt             | 12   | 12     | 12     | 36     |